# Sanclerlândia
Sanclerlândia är en kommun i Brasilien.   Den ligger i delstaten Goiás, i den centrala delen av landet, 270 km väster om huvudstaden Brasília. Antalet invånare är 7 563.
Omgivningarna runt Sanclerlândia är en mosaik av jordbruksmark och naturlig växtlighet. Runt Sanclerlândia är det ganska glesbefolkat, med 40 invånare per kvadratkilometer.